# Bilthovener Treffen

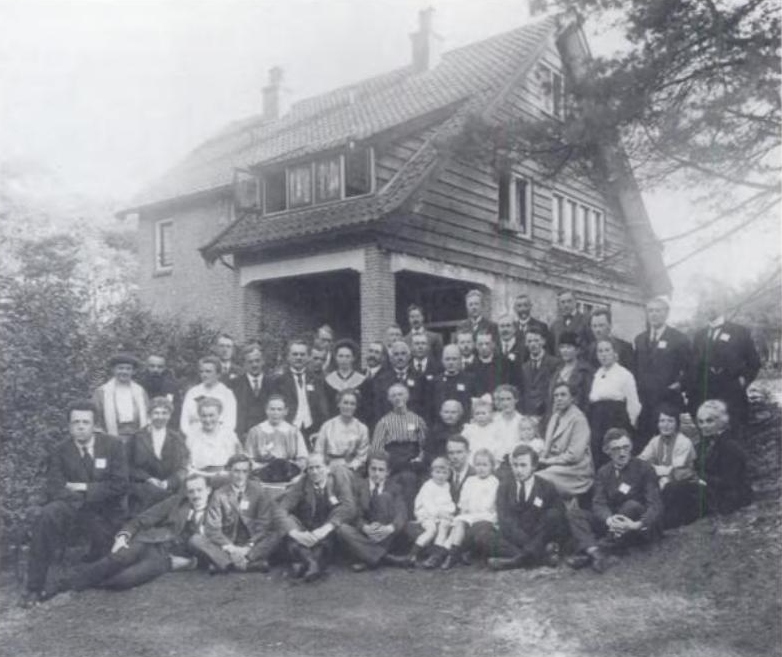
1919 Treffen in Bilthoven

Die Bilthovener Treffen sind eine Reihe von Zusammenkünften pazifistischer Aktivisten, die kurz nach dem Ersten Weltkrieg im Haus von Kees Boeke in Bilthoven, Niederlande (Gemeinde De Bilt, in der Nähe von Utrecht) stattfanden.
Diese Treffen ermöglichten die Schaffung eines wichtigen Netzwerks von Männern und Frauen aus verschiedenen Ländern, die die Grundlagen der pazifistischen Bewegung des 20. Jahrhunderts legten. Zwischen 1919 und 1921 wurden drei internationale Friedensorganisationen gegründet:
- Der Internationale Versöhnungsbund (engl. International Fellowship of Reconciliation, IFOR)
- Der Service Civil international (SCI)
- Die War Resisters' International (WRI)

## Die drei Treffen

### Der Internationale Versöhnungsbund (Oktober 1919)
Auf Einladung von Ernest und Eveline Fletcher, Kees Boeke und Henry Hodgkin fand vom 4. bis 19. Oktober 1919 in Bilthoven eine internationale Friedenskonferenz mit 50 männlichen und weiblichen Teilnehmern statt. Neben den englischen und niederländischen Gastgebern kamen Delegierte aus Deutschland, Norwegen, Schweden, Dänemark, Finnland, Frankreich, der Schweiz und den USA. Unter den Teilnehmenden waren unter anderem: Friedrich Siegmund-Schultze, J. B. Hugenholz, Mathilda Wrede (1863–1928), Lilian Stevenson (1870–1960), Leonhard Ragaz (1868–1945), Pierre Cérésole (1879–1945). Viele der Teilnehmer waren Wehrdienstverweigerer, die während des Krieges inhaftiert waren.

### Service Civil International (August 1920)
Der Internationale Versöhnungsbund hielt eine weitere Konferenz ab in Bilthoven im Sommer 1920. Ein junger deutscher Teilnehmer richtete diese Worte an die Teilnehmenden: „Wir haben zwei Tage lang diskutiert; es wäre an der Zeit, etwas zu unternehmen.“  Er berichtete von seinem Bruder, der als Soldat beteiligt war an den Zerstörungen im Norden Frankreichs, und nun beim Wiederaufbau helfen wolle. Diese Haltung stieß bei mehreren Teilnehmenden, darunter Sekretär Pierre Cérésole, auf Begeisterung, und man beschloss, eine Wiederaufbaugruppe zu gründen. Bald danach traf Cérésole in Deutschland den englischen Quäker Hubert Parris, der Erfahrungen hatte mit durch die Religiöse Gesellschaft der Freunde organisierten Hilfsdiensten. Parris berichtete: „Wir verbrachten einen langen Abend zusammen in seinem Hotelzimmer in Berlin, und ich verließ ihn erst nach Mitternacht. Es war an diesem Abend, dass der Service Civil International geboren wurde, Pierres Ideale und meine praktischen Erfahrungen trafen aufeinander und bekamen eine neue Bedeutung.“ Maria van der Linden bestand darauf, dass sich Parris während seines Aufenthaltes in Bilthoven im September erneut mit Pierre Ceresole traf. Boeke und Ceresole waren sich nicht einig über die Wahl der Mittel.
Bereits im November 1920 fand in Esnes bei Verdun die erste Wiederaufbauaktion statt. Dann folgten andere Projekte nach Naturkatastrophen, mit Arbeitslosen, mit spanischen Flüchtlingen. Erst in den 1930er Jahren strukturierte sich die Bewegung. Während die offiziellen Dokumente des SCI die Arbeiten in Verdun als Gründungsereignis nennen, legen die Texte von Hélène Monastier, einer engen Mitarbeiterin von Pierre Ceresole, den Schwerpunkt auf die Konferenz von 1920: „In Bilthoven begann sie Gestalt anzunehmen [...], die Idee eines freiwilligen Zivildienstes für den Frieden“. 1960 traf sich das internationale Komitee in Bilthoven und feierte sein 40-jähriges Jubiläum mit Kees Boeke.

### War Resisters' International (März 1921)
Eine kleine Konferenz mit Vertretern von radikalen europäischen Friedensorganisationen fand statt in Bilthoven vom 22. bis 25. März 1921. Mit Helene Stöcker gründeten sie die Bewegung „PACO“ (Frieden in Esperanto), die 1923 den Namen änderte zu Internationale der KriegsdienstgegnerInnen (War Resisters International). Das Sekretariat befand sich 1921–1923 in Bilthoven, dann in London. Kees Boeke erscheint als einer der Hauptinitiatoren und die Konferenz von Bilthoven gilt in den Texten der WRI als Gründung.
Die Gründer von „PACO“ nahmen ab dem 26. März 1921 an einer internationalen Antimilitaristenkonferenz des IAMV in Den Haag teil. Die Internationale Antimilitaristische Vereinigung (IAMV) wurde 1904 am Rande der Zweiten Internationale gegründet. Während die beiden Bewegungen brüderlich zusammenarbeiteten, hatten sie unterschiedliche Ansichten über Gewaltlosigkeit: Die Gründer der WRI erkannten sie als fundamentales Prinzip an, während die IAMV darin nur eine taktische Entscheidung sah. PACO wurde im Herbst aktiv und schloss sich dem von der IAMV gegründeten „International Antimilitarist Bureau“ (IAMB) an.

## Die Bildung pazifistischer Netzwerke
Vor dem Ersten Weltkrieg existierten bereits einige pazifistische Netzwerke wie das Internationale Ständige Friedensbüro (seit 1891) und die IAMV (seit 1904). Das durch die 8 Millionen Kriegstoten entstandene Trauma verstärkte die Antikriegsstimmung, mit den bekannten Slogans „La Der des Ders“, „Nie wieder Krieg“ und „No More War“. In diesem Konstext strukturieren die Bilthovener Treffen die entstehende Friedensbewegung in drei sich ergänzenden Dimensionen: Der christliche Pazifismus des Internationalen Versöhnungsbundes, die Alternative zum Militärdienst des Service Civil International, und die Kriegsdienstverweigerung aus Gewissensgründen der War Resisters International.
Diese pazifistischen Netzwerke bauten Beziehungen auf zu anderen internationalen Bewegungen der Zeit, die sich in anderen Bereichen ebenfalls für eine gerechtere Welt einsetzten: eine undogmatische Spiritualität vertreten durch die Quäker (Henry Hodgkin, Kees und Betty Boeke und Elisabeth Rotten, Pierre Cérésole, Hubert Parris), die Beschäftigung mit Esperanto, die Montessoripädagogik (Kees und Betty Boeke und Elisabeth Rotten) und die Rolle der Frauen mit der Women’s International League for Peace and Freedom (Elisabeth Rotten).